# Zingara (chanson)
Pour les articles homonymes, voir Zingaro.
Chansons de Bobby Solo au festival de Sanremo
Canta ragazzina (jumelée à Connie Francis) 
(1967 (it)) Romantico blues (jumelée à Gigliola Cinquetti) 
(1970 (it))
Chansons d'Iva Zanicchi au festival de Sanremo
Per vivere (jumelée à Udo Jürgens) 
(1968 (it)) L'arca di Noè (it) (jumelée à Sergio Endrigo) 
(1970)
Singles par Bobby Solo
Amore mi manchi
(1969) Domenica d'agosto
(1969)
Singles par Iva Zanicchi
Senza catene
(1968) Due grosse lacrime
(1969)
Chansons ayant remporté le festival de Sanremo
Canzone per te (it) (Sergio Endrigo et Roberto Carlos) 
(1968) Chi non lavora non fa l'amore (Adriano Celentano et Claudia Mori) 
(1970)
Zingara (« Gitane ») est une chanson composée par Enrico Riccardi et Luigi Albertelli.

## La chanson

### Histoire
La chanson a remporté la dix-neuvième édition du Festival de Musique de Sanremo en 1969, avec une double interprétation  Bobby Solo et Iva Zanicchi. La version de Bobby Solo a culminé à la 1re place pendant deux semaines sur le hit-parade italien.
La chanson est l'objet d'un film du genre musicarello du même nom, réalisé par Mariano Laurenti et joué par le même Bobby Solo et par Loretta Goggi.
Le thème de la chanson s'inspire du roman The Virgin and the Gipsy de D.H. Lawrence. La chanson a d'abord été proposée à Gianni Morandi qui l'a refusée mais a quand même participé au disque en jouant de la guitare dans l'arrangement de Bobby Solo.

### Adaptation en anglais
Dionne Warwick a enregistré une version en anglais, toujours sous le même titre.

## Liste des titres

### Version deBobby Solo
7" single – Ricordi SRL 10-527
1. Zingara (Enrico Riccardi, Luigi Albertelli)
2. Piccola ragazza triste (Cesare Gigli, Gianni Sanjust, Mario et Giosy Capuano, Bobby Solo)

### Version d'Iva Zanicchi
7" single – Ri-Fi REN NP 16327
1. Zingara (Enrico Riccardi, Luigi Albertelli)
2. Io sogno (Salvatore Vinciguerra)